# Sankt Elmseld

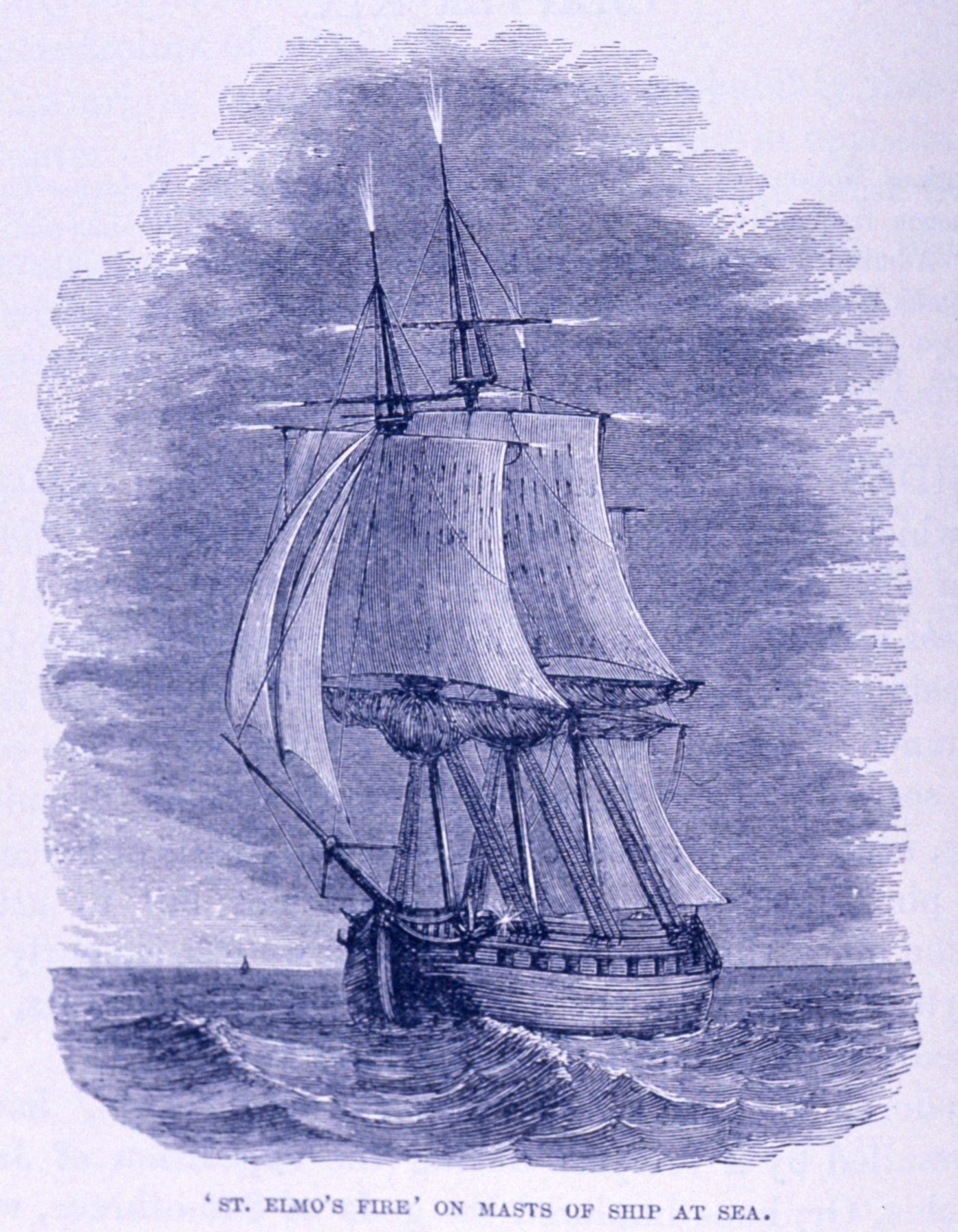
Sankt Elmseld kring master och rår på ett segelfartyg till havs. Teckning från 1800-talet.

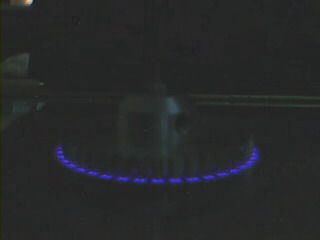
Koronaurladdning i mörker (vid spetsarna hos ett taggigt metallhjul).

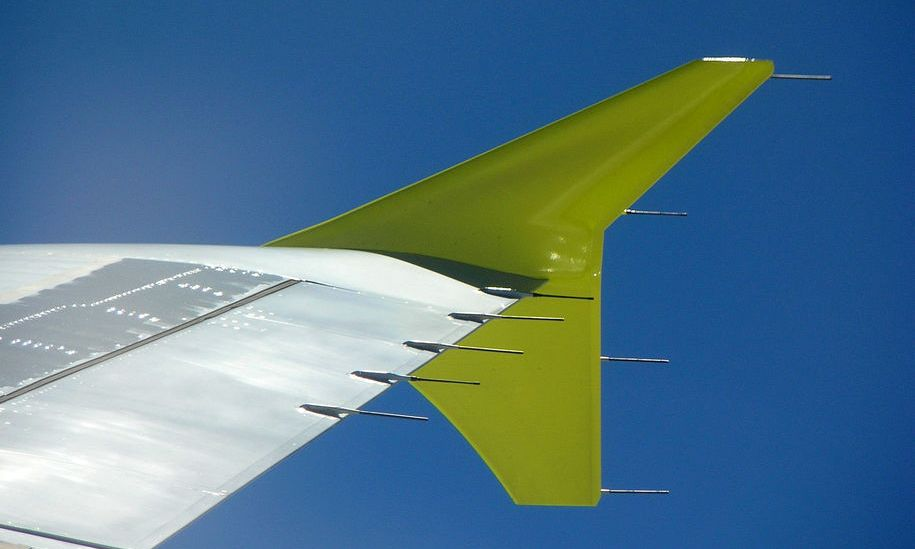
Koronaavledare i bakkanten av en flygplansvinge.

Sankt Elmseld, även kallad elmseld, spetsurladdning eller koronaurladdning, är en stilla (stabil) elektrisk urladdning från spetsiga, företrädesvis uppstående föremål som bergstoppar, tornspiror, åskledare, masttoppar och dylikt. Den syns i mörker som ett svagt, blåaktigt lysande, utåtriktat ljussken runt dessa föremål – ofta tillsammans med ett väsande eller sprakande ljud för den som befinner sig tillräckligt nära. Fenomenet uppstår när den lokala elektriska fältstyrkan, till exempel på grund av influens från ett närliggande åskmoln, är tillräckligt hög, ca 3 kV/mm, i omedelbar närhet av ett spetsigt föremål, men så låg på större avstånd att urladdningen åtminstone inte med en gång övergår i ljusbåge.
Via en kombination av jonisation och elektrostatisk repulsion ger det urladdningsfenomen som utgör elmseld upphov till en ström av joniserad gas ut från urladdningsstället, något som i sin tur påverkar omgivningens ledningsförmåga och fältstyrka. Elmselden i sig är en ganska god elektrisk ledare och om fältstyrkan även på större avstånd från föremålet tillräckligt stor övergår koronaurladdningen lätt i en ljusbåge (blixt). Om man exempelvis under vandring i höglänt terräng observerar elmseld är således risken för blixtnedslag överhängande.
Då elmseld gärna uppstår kring elektriska ledare och högspänningsförande anordningar har fenomenet stor teknisk betydelse: Elmseld utgör en bredbandig radiostörkälla – ett problem som försvåras allvarligt av att elmseld ofta uppstår på själva antennen. Den laddningstransport som elmseld är förenad med utgör i sig en ibland skadlig effektförlust och orsakar även utfällning av damm och smuts i högspänningsinstallationer, exempelvis på isolatorer vilket efter hand försämrar isolationen med tilltagande tendens till överslag – något som kan drabba äldre tv-apparater med bildrör. Samma fenomen kan användas avsiktligt, exempelvis i elektrofilter, jonisatorer, kemiska reaktorer etc.
Sankt Elmseld har i folktron setts som ett förebud, ett varsel – ibland om goda ting, ibland om förestående olyckor. Till sjöss är elmseld ganska vanlig från masttoppar och metallföremål i riggen, och det har uppstått flera gamla myter om ursprunget. En är att de napolitanska sjömännens skyddshelgon Sankt Erasmus, som på flera andra språk kallas Elmo, omkom under en storm till sjöss och i sitt dödsögonblick lovade att med ljus vägleda sjöfarande ur farligheter (corpo santo: "helgonets kropp"). En annan är att Sankt Erasmus i en storm tände ett ljus som trots ovädret brann med klar låga. En tredje är att helgonet räddades från att drunkna av en sjöman, och lovade att fortsättningsvis varna sjöfarande för dåligt väder.